# Al Jawf (Yémen)
Pour les articles homonymes, voir Al Jawf.
Al Jawf (en arabe : الجوف Al Ǧauf) est un gouvernorat, ou province, du Yémen. Sa capitale est Al Hazm.
Superficie : 39 500 km2.
Population : 451 500 habitants (2004). Densité : 11,4 hab/km2.

## Histoire
Au moins 31 civils sont tués le 15 février 2020 dans la province de Al Jawf dans des frappes de la coalition militaire sous commandement saoudien, indique l'ONU.

## Districts
- District d'Al Ghayl
- District d'Al Hazm
- District d'Al Humaydat
- District d'Al Khalq
- District d'Al Maslub
- District d'Al Matammah
- District d'Al Maton
- District d'Az Zahir
- District de Bart Al Anan
- District d'e Khabb wa ash Sha'af
- District de Kharab Al Marashi
- District de Rajuzah